# Mélanie de Pourtalès
Pour les articles homonymes, voir Bussière.
Mélanie de Pourtalès, comtesse de Pourtalès, née le 26 mars 1836 à Strasbourg et morte le 5 mai 1914 à Paris, est dame de compagnie, salonnière, collectionneuse d'oeuvres d'art française. C'est l'une des « reines de Paris » sous le Second Empire.

## Biographie

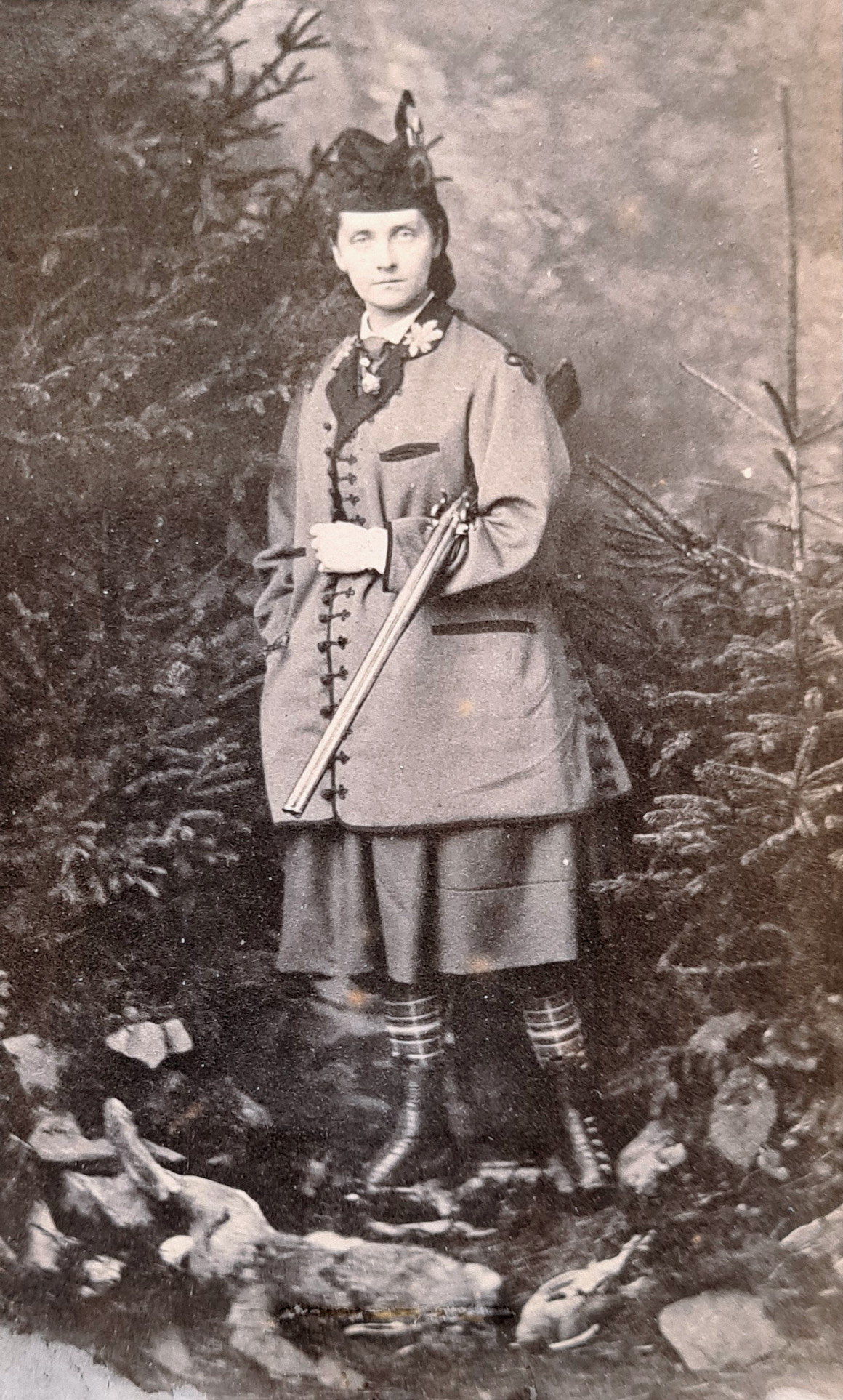
Portrait de la comtesse par Charles David Winter en 1863.

### Enfance et formation
Louise Sophie Mélanie Renouard de Bussierre naît le 26 mars 1836 au château de la Robertsau au nord de Strasbourg d'une famille de banquiers et d'industriels.
Sa mère est Louise-Mélanie de Coehorn, descendante par sa grand-mère paternelle de la famille alsacienne de banquiers (les De Franck), épouse de Edmond de Pourtalès-Gorgier, fils du comte James-Alexandre de Pourtalès (1776-1855), célèbre collectionneur, d'une famille de financiers suisses originaires de Neuchâtel. Son père est Alfred Renouard de Bussierre, dirige une société de navigation à vapeur sur le Rhin, de filature et tissasge mécaniques et une fabrique d'acier, avant de devenir directeur de la Monnaie de Strasbourg.

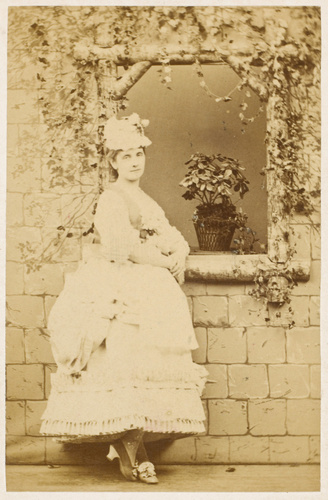
Photographie de Mélanie de Pourtalès (1869)

Mélanie de Bussierre apprend la littérature, la philosophie, l'histoire, la musique et le dessin.

### Mondaine
Incarnation de l'élégance et de l'air du grand monde durant le Second Empire et les débuts de la Troisième République, Mélanie de Pourtalès devient familière de la cour après avoir été présentée à l'empereur Napoléon III par l'ambassadeur d'Autriche à Paris, Richard de Metternich ,.
Elle constitue alors l'un des principaux ornements de la cour de Napoléon III et de l'impératrice Eugénie où elle est dame d'honneur pendant 13 ans. C'est elle qui préconise l'abandon des robes à traîne pour des robes courtes. Elle quitte toutefois la cour pour mieux se consacrer à l'éducation de ses cinq enfants : Jacques (8 mai 1858), Paul (12 septembre 1859), Hubert (5 janvier 1863), Elisabeth (10 février 1867) et Agnès (3 juin 1870).
Le dandy Boni de Castellane la décrit ainsi :

« La comtesse Edmond de Pourtalès, d'une durable beauté, une des femmes les plus brillantes de son temps, régnait véritablement sur Paris. Elle avait été très en vue sous l'Empire. Son intimité avec la princesse de Metternich reste légendaire. Personne n'était plus bienveillant. Le nom de Mélanie évoquait pour tous la poudre de riz, l'élégance et le parfum de la violette. Les fantaisies de sa vie dégageaient une atmosphère d'affection qui s'ajoutait à l'admiration qu'elle inspirait. Les rois et les empereurs, les milliardaires et les hommes d'État, les artistes et les savants, formaient autour d'elle un cénacle où l'on se taisait pour l'entendre raconter avec esprit d'aimables histoires. »

L'écrivain André de Fouquières parle également de sa compagnie recherchée :

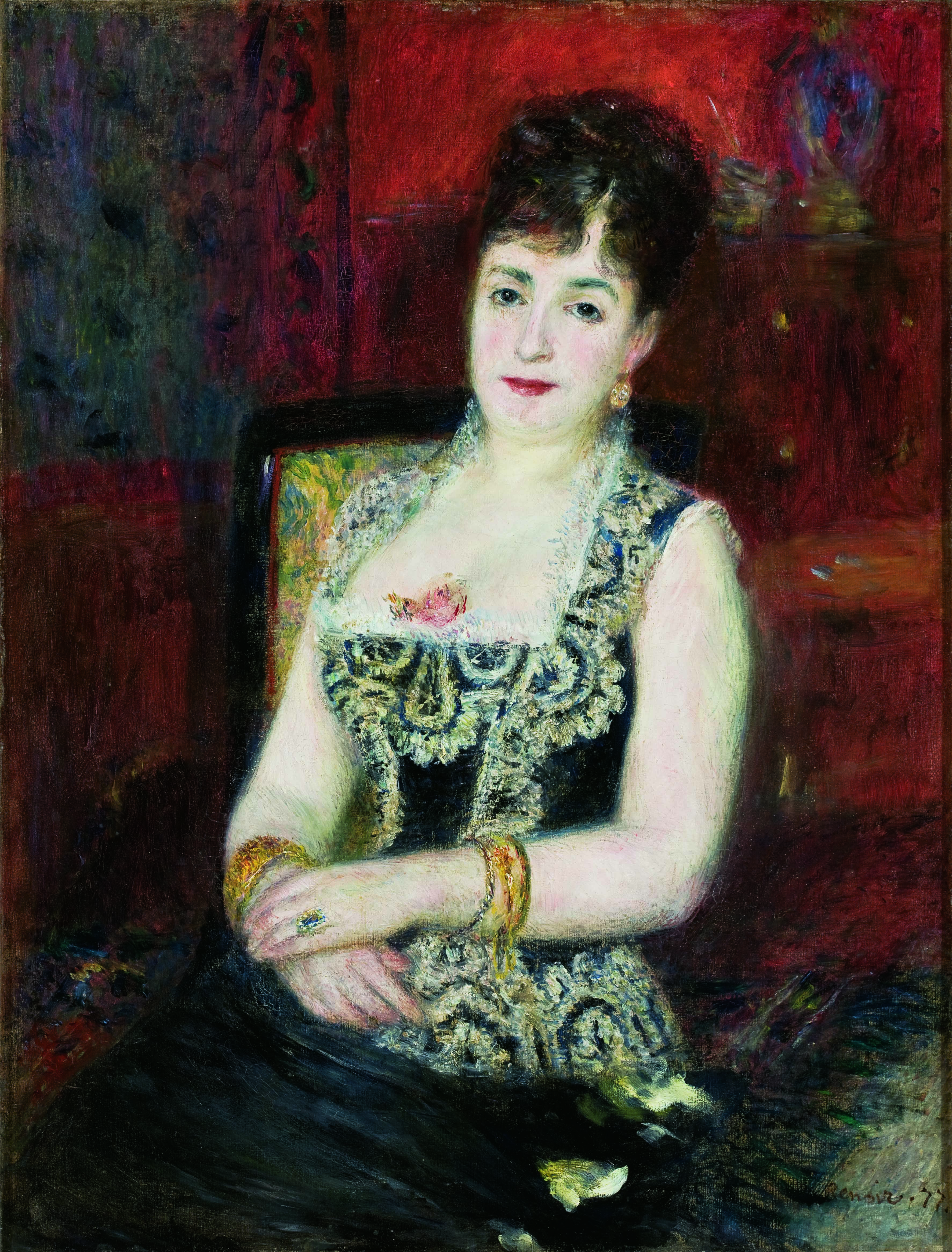
Portrait de la comtesse de Pourtalès, 1877
Auguste Renoir
Musée d'art de São Paulo

« Les rois, les financiers, les savants, formaient autour d'elle un cénacle. Son nom évoquait l'élégance... et la violette. Nombreux furent ses zélateurs : le vicomte de Vaufreland, Édouard Detaille, le comte Hallez-Claparède, M. Schlumberger, le marquis de Nédonchel, le comte du Lau et le comte Louis de Turenne qui faisait sa cour à la "comtesse Mélanie" et fut, en tout bien tout honneur... son chevalier servant. »

### Ecrivaine et mécène
Mélanie de Pourtalès montent des pièces de théâtre, des revues et des tableaux vivants, jeux, charades, se fait comédienne avec Pauline de Metternich. Elle devient mécène d'artistes alsaciens comme les peintres Théophile Schuler, Gustave Doré, Jean-Jacques Henner, Gustave Brion, Charles Spindler, Sébastien Stoskopff, Georges Ritleng et le pianiste Emile Waldteufel.
L'été, elle invite la cour au domaine des Berckheim à Schoppenwihr, propriété grandiose de son frère Paul de Bussière pour la chasse à courre, puis les convit au château de Robertsau pour la suite des festivités.

### Hôtel Tronchet
À Paris, les Pourtalès héritent, à la mort du comte James-Alexandre en 1855, de son hôtel particulier de style Renaissance du 7, rue Tronchet (VIIIe arrondissement - la façade en est encore visible aujourd'hui). Les prestigieuses collections qu'il renferme sont dispersées en vente publique, selon le vœu de leur propriétaire, en 1865. Repliée avec son mari dans leur domicile parisien de la rue Tronchet, après l'annexion de l'Alsace par l'Allemagne, en 1871, elle n'hésite pas à se rendre auprès de Napoléon et d'Eugénie, exilés à Camden Place, Angleterre,.

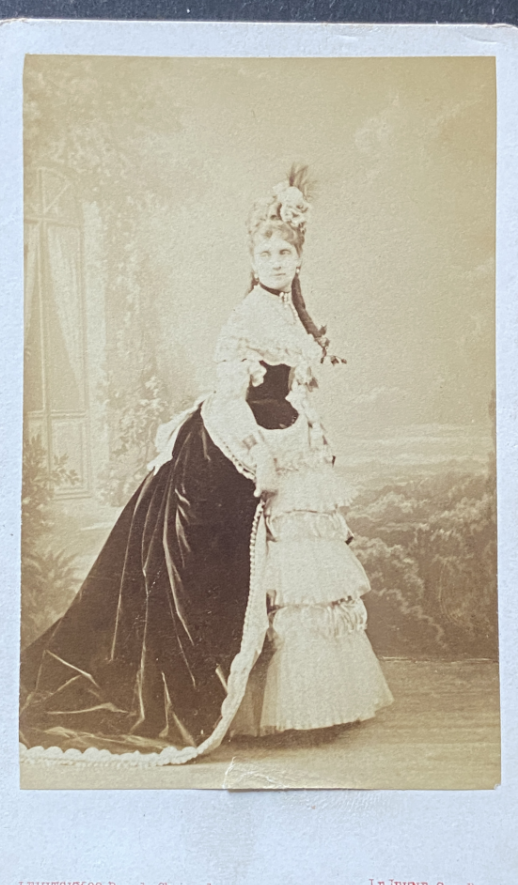
Mélanie de Pourtalès vers 1880.

Seule propriétaire du château de Pourtalès à Strasbourg-Robertsau, après le décès de son père, Alfred Renouard de Bussierre, en 1887, elle y reçoit beaucoup et le fait très profondément transformer, de 1887 à 1902, par l'architecte Breffendille : réorganisation totale des intérieurs, adjonction d'un nouveau corps de bâtiment de style Louis XV accolé à l'aile droite du château, création de vastes dépendances. En 1907, une tourelle est créée par les architectes Berninger et Krafft pour y loger notamment une vaste bibliothèque.
Le parc à l'anglaise est le théâtre de plusieurs représentations dont celle des Folies amoureuses de Jean-François Regnard en 1911,. Au château de Pourtalès se retrouvent des noms illustres venus de toute l'Europe : le roi Louis II de Bavière, l'empereur Guillaume II, le roi et la reine de Belgique, le prince de Galles, le prince Napoléon, Franz Liszt, Albert Schweitzer ou Léon Bakst.
Protestante, elle est fidèle à l'église de la Robertsau : elle y a été baptisée, elle s’y est mariée, elle y a vécu le baptême de son fils aîné Jacques, les noces d’or de ses parents, etc. En 1919, elle offre deux vitraux à cette paroisse,.
De 1880 à 1901, elle loue à la famille de Boccard le château de La Corbière près d'Estavayer-le-Lac, dans les environs de Fribourg (Suisse). Elle y fait construire une chapelle, dans les années 1880.

### Vie privée
Mélanie de Pourtalès a cinq enfants : 
- Jacques (né en 1858)
- Paul (1859 - 1933), Saint-Cyrien et homme politique, qui sera Président du Comité des aumôniers militaires de la Fédération protestante de France[10]
- Hubert (né en 1863)
- Élisabeth (née en 1867), épouse de Berckheim
- Agnès (1870-1930), épouse Loÿs de Chandieu, qui héritera du château de la Robertsau après la mort de sa mère.

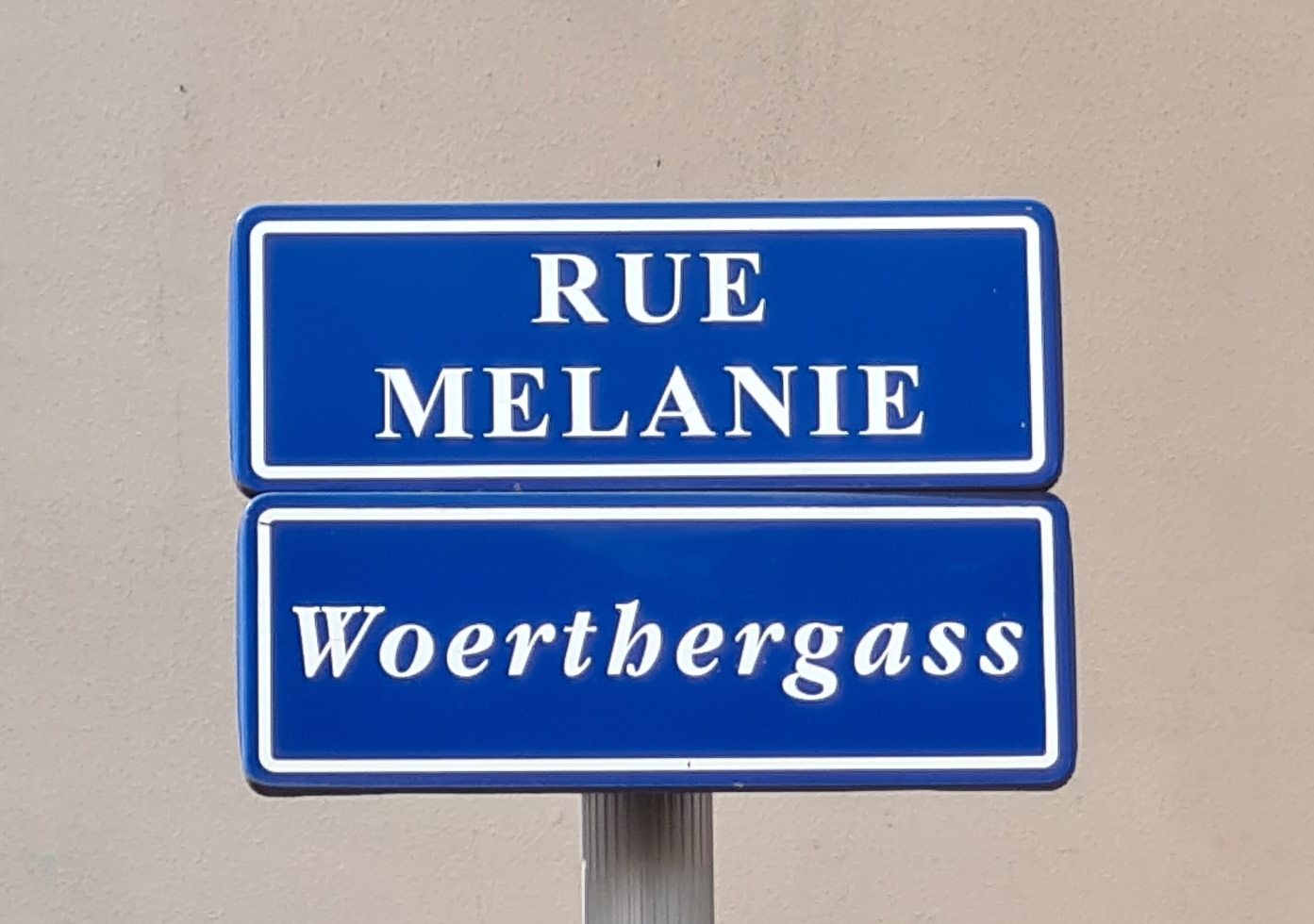
Plaque de la rue Mélanie à la Robertsau.

Veuve depuis 1895, la comtesse meurt en 1914 et est enterrée au cimetière Saint-Louis de Strasbourg (Robertsau), dans un vaste enclos privé où reposent de nombreux membres des familles de Pourtalès et de Bussierre.

## Postérité
- A Robertsau, une rue porte son nom depuis 1918, puis après 1945[12].

### Iconographie
- Portrait par Manon Gasser, [n.d]
- Portait par Franz Xaver Winterhalter (1857)